# Stenomacrus deletus
Stenomacrus deletus är en stekelart som först beskrevs av Thomson 1897.  Stenomacrus deletus ingår i släktet Stenomacrus och familjen brokparasitsteklar. Arten är reproducerande i Sverige. Inga underarter finns listade i Catalogue of Life.